# Pierre Godard
Pierre Godard, né le 20 août 1951 à Marseille, est un ancien éboueur, syndicaliste, militant politique et acteur culturel français,. Il est notamment connu pour son engagement syndical au sein des services de propreté de la ville de Marseille et pour avoir coécrit, avec le sociologue André Donzel, l’ouvrage Éboueurs de Marseille. Entre luttes syndicales et pratiques municipales (Éditions Syllepse, 2014) dans lequel il dénonce les pratiques de gestion municipale des maires Gaston Deferre et Jean-Claude Gaudin ainsi que le clientélisme municipal et les liens entre les syndicats FO et la mairie. Il était également un ami et voisin de l'écrivain argentin Julio Cortazar et contribue à perpétuer sa mémoire en France.

## Parcours professionnel, militant et syndical
Issu d’un milieu populaire marseillais, Pierre Godard est marqué dès l’adolescence par les luttes sociales et les événements de Mai 68. Après avoir été admis en prépa agro au lycée Thiers, le divorce de ses parents l'oblige à gagner sa vie, d'abord en usine où il est victime d'un accident du travail et perd quatre doigts, puis  il choisit d'entrer en 1973 comme éboueur à la ville de Marseille, où il milite activement à la CGT. Il joue un rôle central dans la reconstruction d’un syndicalisme combatif, notamment lors d’une grève unitaire en 1976. Il milite également au sein de la Ligue communiste, puis de la LCR et du Nouveau Parti Anticapitaliste.  Il se fait connaître notamment pour son engagement syndical et ses prises de position publiques sur l’urbanisme marseillais et la gestion des déchets dans la ville durant la seconde moitié du XXe siècle.
Dans son ouvrage Éboueurs de Marseille ainsi que dans de nombreux témoignages,, il apporte un éclairage sur certaines politiques urbaines marseillaises, comme la concentration voulue des logements sociaux dans les quartiers Nord, le manque d’investissements dans les infrastructures et l’instauration du système de collecte des déchets dit « fini-parti» destiné à terminer la tournée des éboueurs en un temps restreint.
Pierre Godard est ensuite employé au SAMU social de la ville de Marseille et intervient à plusieurs reprises dans la presse sur la question des sans-abri morts dans la rue. Il participe dès 2010 à la mobilisation sur la réforme des retraites en défendant particulièrement les femmes employées municipales dont les retraites sont très modestes.

## Parcours politique
Dans les années 2000, Pierre Godard poursuit son engagement militant au sein de l’extrême gauche française, en particulier au sein de la LCR, puis du NPA. Lors des élections régionales de 2010 en Provence-Alpes-Côte d’Azur, il est tête de liste du NPA dans la région. Il défend alors une ligne de rupture avec les logiques libérales et plaide pour une politique régionale au service des travailleurs et pour plus d'égalité sociale. Il dénonce une «région socialement polarisée» qui est à la fois «la deuxième région de France où il y a le plus de riches» et celle où «un quart des salariés vivent avec moins de 830 euros par mois». Il se prononce notamment contre l’aide publique aux grandes entreprises  et pour le développement du ferroutage en opposition au prolongement de l’autoroute A51. Il évoque également une possible fusion avec la liste de gauche conduite par Michel Vauzelle au second tour, tout en réaffirmant l’indépendance stratégique du NPA.

## Engagement culturel à Saignon
Installé à Saignon (Vaucluse) après sa retraite, Pierre Godard s’investit dans l’association Les Cronopes, qui œuvre à la valorisation du patrimoine artistique et littéraire du village. Il y joue un rôle actif dans la transmission de la mémoire de son ami et voisin l’écrivain argentin Julio Cortázar, qui vécut à Saignon dans les années 1960-1980.
En mai 2022, il participe à l’inauguration de la médiathèque Julio Cortázar et livre un témoignage personnel sur l’écrivain, aux côtés d’habitants et de spécialistes de son œuvre. L’association Les Cronopes organise lectures, expositions et événements culturels autour de figures marquantes comme Cortázar, la peintre Rosario Moreno ou la résistante Brigitte Friang. Pierre Godard y contribue par son engagement local, son goût pour la transmission et son attachement à la mémoire des luttes et des artistes.

## Publication
- Éboueurs de Marseille. Entre luttes syndicales et pratiques municipales, avec André Donzel, Éditions Syllepse, 2014[17].